# Латинська катедра (Замостя)
Катедральний храм Воскресіння Господнього і святого Хоми Апостола в Замості, або катедра Воскресіння Господнього та святого апостола Хоми в Замості (пол. Katedra Zmartwychwstania Pańskiego i św. Tomasza Apostoła w Zamościu) — культова споруда, римо-католицький катедральний храм у м. Замостя.

## З історії
В останній чверті XVI ст. великий коронний канцлер Ян Замойський доклав зусиль для заснування нового міста. У привілеї короля Стефана Баторія від 12 червня 1580 року, наприклад, сказано, що єдиною релігією в місті буде католицька, отже, запланована будівництво костелу. 20 серпня 1584 р. Ян Замойський видав акт заснування парафії РКЦ в Замості, тимчасово приписаної до костелу Святого Хреста, з умовою її перенесення до новозбудованої колегіати. У 1587 році розпочато роботу зі зведення нового храму в Замості. 5 грудня 1594 р. папа Климент VIII на прохання Яна Замойського видав буллу про затвердження привілеїв Колегіати та заснування Замостської капітули.